# Брик, Ицхак
Ицхак Брик (род. 7 ноября 1947, Гальон, Израиль) — израильский военный, закончивший службу в ЦАХАЛе в звании генерал-майора, служил в бронетанковом корпусе в составе бригады, дивизии и был командиром военных училищ. Воевал в качестве командира резервной роты в войне Судного дня, награжденный Медалью за отвагу, около десяти лет прослужил в должности комиссара по приёму солдат. Ицхак Брик стал известен как резкий критик подготовки ЦАХАЛа и Минобороны к войне.

## Биография
Ицхак Брик родился и вырос в кибуце Галон в семье пережившей Холокост у матери из Венгрии и отца, который иммигрировал из Польши до войны и воевал в Пальмахе. Он поступил на службу в ЦАХАЛ в 1965 году и большую часть своей службы провёл в бронетанковом корпусе. Он начинал наводчиком танка в 82-м батальоне, служил командиром танка в 63-м батальоне 14-й бригады, сражавшейся в составе 38-й дивизии в боях на Синайском полуострове. После офицерского курса его направили в 7-ю бригаду, где он служил командиром взвода в сражении при Караме. Позже он был назначен командиром роты. В 1969 году он был освобождён из ЦАХАЛа, переехал в кибуц и получил степень бакалавра на факультете промышленной инженерии и менеджмента в Технионе.
Во время войны Судного дня служил командиром роты в 113-м батальоне под командованием Ассафа Егори, батальон входил в состав 217-й бригады 162-й дивизии. Отряд под командованием Ицхака Брика попал в засаду египетского коммандос и Ицхак Брик был поражён ракетным обстрелом противотанкового оружия, и его лицо было сильно обожжено. Несмотря на ранение, он вернулся, чтобы принять командование танком и вместе со своими друзьями уничтожил роту коммандос. На следующий день, 8 октября 1973 года, он участвовал со своим подразделением в неудавшейся контратаке ЦАХАЛа, после отхода организовал ряд танков, вернулся и бросился спасать танки и раненых, в бою подбил 25 танков и таким образом остановил продвижение египетских войск. Он был награждён орденом доблести.
После войны он продолжал продвигаться по служебной лестнице в резерве и занимал должность командира батальона. В 1980 году он вернулся на постоянную службу и был назначен командиром 786-й бригады. Ицхак Брик планировал остаться в армии на два года, но Первая Ливанская война оставила его на постоянной службе. В последующие годы он был назначен заместителем командира регулярной дивизии и командиром 14-й бригады, в 1988 году — командиром соединения «Этгар» — резервной дивизии в Северном командовании, в 1990 году — командиром соединения «Геаш», а затем заместителем командующего дивизией «Этгар». В 1994 году назначен командиром военного училища в звании полковника. Освобождён от постоянной службы в 1999 году.
После освобождения Ицхак Брик занимался развитием Негева и Галилеи, был назначен специальным советником промышленника Стефа Вертхаймера и отвечал за стратегическое развитие периферии от имени Фонда Сакта Раши. В 2000 году он был назначен председателем исполнительного комитета академического колледжа Эмек Изреель.
Ицхак Брик по образованию инженер по производству и управлению, окончил Колледж национальной безопасности и получил квалификацию в области государственного управления в Тель-Авивском университете. Женат, имеет троих детей, живёт в Хадере.
В 2021 году Ицхак Брик отметил: 

Травма, причиненная нам войной Судного дня — это детский сад по сравнению с тем, что произойдет здесь [в Израиле] в следующую войну. Мы не извлекли уроков, мы не подготовились во всех смыслах, мы всегда возвращаемся к тому же состоянию безразличия, и повторяем те же ошибки
В 2022 году Ицхак Брик рассказал, что когда он создал отчёт о готовности Израиля к войне, то ему «постоянно приходилось встречаться с главой правительства, начальником генштаба, другими высшими офицерами, посвящать их в детали. Единственный, кто не пожелал встретиться ни со мной, ни с представителями рабочей группы, готовившей отчет, был Херци Ха-Леви».